# Sarcófago de Livia Primitiva
O Sarcófago de Livia Primitiva é feito de pedra com figuras ornamentais gravadas do Bom Pastor, um peixe e uma âncora; esteve instalado no Louvre. O sarcófago foi originalmente descoberto no cemitério de Ostrianum e Vaticano. O bom pastor é visto com uma ovelha de cada lado. Especulou-se sobre as origens religiosas do Sarcófago de Livia Primitiva. Era considerado cristão porque as inscrições que são vistas no sarcófago estavam ligadas ao cristianismo, mas evidências posteriores provaram que o sarcófago de Livia Primitiva é, na verdade, pagão.
Livia Primitiva tinha 24 anos e 9 meses de idade no momento da sua morte. Raoul Rochette sugere que o monumento de Livia Primitiva era na verdade pagão e teve elementos cristãos adicionados posteriormente.